# Shinjirō Koizumi
Pour les articles homonymes, voir Koizumi (homonymie).
Shinjirō Koizumi (小泉 進次郎, Koizumi Shinjirō, né le 14 avril 1981) est un homme politique japonais membre du Parti libéral-démocrate (PLD). C'est le deuxième fils de l'ancien Premier ministre du Japon Jun'ichirō Koizumi, et le frère cadet de l'acteur Kōtarō Koizumi. Il bénéficie d'une forte popularité auprès de la population japonaise et des jeunes parlementaires du PLD, et il est souvent considéré comme un futur Premier ministre.
De 2019 à 2021, il fait partie du gouvernement comme ministre de l'Environnement.

## Ses origines et son éducation
Shinjirō Koizumi a grandi à Yokosuka chez son père Jun'ichirō Koizumi. Il a fait ses études à l'université Kanto Gakuin à Yokohama, puis a étudié la science politique à l'université Columbia de 2004 à 2007. Il a été sous l'aile de Gerald Curtis, un politologue américain intéressé par la politique comparée, la politique au Japon et les relations entre les États-Unis et le Japon. Il a passé un an en tant que chercheur auprès du Center for Strategic and International Studies (CSIS) avant de retourner au Japon en 2007.

## Carrière politique

### L'ascension d'un «franc-tireur»
Son père Jun'ichirō Koizumi annonce en 2008 qu'il allait prendre sa retraite. Shinjirō Koizumi a été élu durant les élections législatives japonaises de 2009 dans la circonscription de son père, le 11e district de Kanagawa. Durant ces élections, le PLD a perdu le pouvoir au profit du Parti démocrate du Japon. Shinjirō Koizumi a fait campagne dans une Toyota Prius louée aux côtés d'un personnel bénévole. Plusieurs critiques ont été émises en raison du fait qu'il soit un héritier politique.
En 2011, Shinjirō Koizumi a pris la tête de la division des jeunes législateurs du PLD, un poste qui a précédemment été occupé par les anciens Premiers ministres Noboru Takeshita, Sōsuke Uno, Toshiki Kaifu, Shinzō Abe et Tarō Asō. En 2012, il a mis sur pied un groupe appelé « Team 11 » qui a envoyé ses membres dans la région du Tōhoku ravagée par le séisme de 2011 de la côte Pacifique du Tōhoku tous les 11 du mois pour parler à la population locale et faire des rapports sur l'évolution de la reconstruction. En mars 2013, le groupe était constitué de 82 membres, tous âgés de moins de 45 ans. Plusieurs observateurs ont comparé ce groupe en termes de poids politique à la puissante « faction Machimura » dirigée par Nobutaka Machimura.
Shinjirō Koizumi a vivement critiqué le PLD sous la présidence de Sadakazu Tanigaki. Au cours de sa première réunion en tant qu'un des dirigeants du parti, il a déclaré que « l'image du PLD est celle d'un parti qui n'écoute pas les jeunes, qui a de vieilles idées et qui est borné. C'est pourquoi la confiance ne sera pas restaurée. » Il a déclaré dans un discours en novembre 2011 que le parti devait clarifier sa position sur l'accord de partenariat transpacifique. Il a ensuite plaidé pour mettre fin à l'accord entre le PLD, le Parti démocrate du Japon et le Nouveau Kōmeitō visant à faire passer une réforme de la sécurité sociale et du système fiscal. Il a soutenu directement devant Tanigaki que la mission du parti devrait être de faire tomber un gouvernement démocrate ne respectant plus ses promesses électorales et ainsi permettre au PLD de reprendre le pouvoir. Il ainsi été comparé à son père qui avait la réputation d'être un franc-tireur.
Koizumi n'a pas respecté la position de son parti en août 2012 qui avait accepté avec son allié le Nouveau Kōmeitō de s'abstenir de voter en faveur de la motion de censure soutenue par Ichirō Ozawa contre le Premier ministre démocrate Yoshihiko Noda. Koizumi a ainsi été l'un des sept parlementaires du PLD à avoir voté en faveur de la motion de censure. Mais bien qu'il ait voté en faveur de la motion, celle-ci a été rejetée à 246 voix contre 86. Au cours de l'élection pour la présidence du PLD en septembre 2012, il a voté pour Shigeru Ishiba contre Shinzō Abe. Il attendra la fin des élections pour annoncer son vote afin de ne pas en influencer d'autres.
Au cours des élections législatives japonaises de 2012 qui ont consacré le retour du PLD sous le gouvernement de Shinzō Abe au pouvoir, Koizumi a été réélu. Au cours des élections à la chambre des conseillers du Japon de 2013, Koizumi a centré sa campagne sur la reconstruction de la région du Tōhoku. Kenichi Tokoi qui a écrit un livre sur Koizumi a expliqué que son objectif était alors de parler avec le plus de personnes possible afin qu'elles se rappellent qu'il a eu la gentillesse de leur rendre visite. Il ne pouvait pas réaliser cet objectif en faisant campagne dans les grandes villes.
En octobre 2013, il a été désigné par Shinzō Abe au poste de secrétaire parlementaire chargé de la reconstruction du Tōhoku. À ce poste, il doit superviser les efforts de reconstruction dans la préfecture d'Iwate et dans la préfecture de Miyagi. Kenichi Tokoi a expliqué que cette nomination visait à tester les capacités administratives de Koizumi. Dans le même temps, le 2 octobre, l'ancien et populaire premier ministre Jun'ichirō Koizumi a appelé lors d'une conférence à Nagoya le PLD à changer de théorie et à prôner l'abandon de l'énergie nucléaire. « Les gens du milieu économique disent que l'option zéro nucléaire serait irresponsable, mais ce qu'il l'est bien plus c'est de continuer sur la voie de l'énergie atomique alors même qu'il n'existe aucun lieu de traitement des déchets ». Il a ajouté : « Est-ce qu'il ne serait pas plus constructif d'employer pour les énergies renouvelables l'argent qui est dépensé pour construire des centrales, au prétexte que cela est nécessaire pour la croissance économique ». Il a expliqué être devenu depuis la catastrophe de Fukushima un farouche opposant à l'énergie nucléaire. Shinjiro Koizumi a déclaré le 7 octobre qu'il est temps de sérieusement repenser la stratégie énergétique du pays. Début novembre, Jun'ichirō Koizumi a demandé à Shinzo Abe de décider l'abandon de l'énergie nucléaire. Pour Jun'Ichiro Koizumi, il suffirait que Shinzo Abe exprime l'intention d'abandonner le nucléaire et tout le monde suivrait, d'autant que le premier ministre, au pouvoir depuis la fin 2012, jouit d'une forte popularité. « Si M. Abe décide maintenant, il y aura peu de parlementaires pour s'opposer à un tel plan, tandis que la population coopérera et que les intellectuels fourmilleront d'idées » pour atteindre l'objectif de s'affranchir de l'énergie nucléaire, a-t-il déclaré lors d'une conférence à laquelle ont participé 350 journalistes. Il a ajouté qu'il sait qu'au sein du PLD même existent des positions antinucléaires et juge qu'elles doivent pousser les orientations du premier ministre, tandis que les partis de coalition et d'opposition devraient faire de même, chacun à leur façon.
Au cours des élections pour désigner le gouverneur de Tokyo le 9 février 2014, Shinzo Abe et le PLD ont décidé de soutenir le candidat Yōichi Masuzoe favorable à une sortie progressive du nucléaire contre l'ancien premier ministre Morihiro Hosokawa, favorable à une sortie immédiate du nucléaire et qui a été poussé à se présenter par l'ancien premier ministre Jun'ichirō Koizumi. Le 15 janvier, Shinjiro Koizumi a expliqué qu'il n'y a « aucune bonne raison » de soutenir Yōichi Masuzoe du fait que le PLD l'a expulsé en 2010 lorsqu'il avait formé un autre parti politique. « Quand le PLD traversait sa période la plus difficile, Masuzoe s'est contenté de dire que la mission historique du PLD était achevée ». Koizumi père et fils sont alors devenus une véritable gêne pour Shinzo Abe et son gouvernement. Un officiel du PLD a expliqué « Si nous les harcelons, nous serons sous le feu des médias ». Shinzo Abe qui a connu son ascension sous le gouvernement de Jun'ichirō Koizumi s'est abstenu de faire toute critique à l'égard de son mentor. Un conseiller de Shinzo Abe a expliqué qu'« Abe a beaucoup d'estime pour l'ancien premier ministre [et] ne souhaite pas l'affronter ».
Le secrétaire général du Cabinet et porte-parole du gouvernement, Yoshihide Suga a rapidement répondu à Shinjiro Koizumi en expliquant que « La direction du PLD a décidé de le soutenir (Masuzoe). Si possible nous souhaiterions que Koizumi le soutienne lui aussi ». Le 9 février, c'est finalement Yōichi Masuzoe qui sera élu gouverneur de Tokyo.

### Primaire de 2024
En septembre 2024, à la suite de la démission de Fumio Kishida de la présidence du PLD, Koizumi est candidat à sa succession et donc au poste de Premier Ministre du Japon. Il s'oppose notamment à Yōko Kamikawa, Sanae Takaichi, Yoshimasa Hayashi, Shigeru Ishiba et Tarō Kōno,. Sa candidature est soutenue, entre autres, par Ayuko Katō, Miki Yamada, Seiko Noda et Junko Mihara.

## Idéologie
Tout comme son père, Shinjiro Koizumi visite le Yasukuni-jinja tous les 15 août, jour de l'anniversaire de la capitulation du Japon qui a mis fin à la  Deuxième Guerre mondiale. Il l'a visité en 2012 et aussi en 2013.
Dans une interview donnée au Sankei Shinbun en mai 2013, il a refusé de commenter les propos négationnistes du maire d'Osaka Tōru Hashimoto concernant les femmes de réconfort. Koizumi a expliqué que ce genre de problèmes devait être étudié par des historiens et des spécialistes plutôt que par des personnalités politiques. Il a nié tout virage nationaliste de la vie politique japonaise. Il a expliqué que la propagande chinoise faisait tout pour dégrader l'image du Japon à l'étranger en dénonçant un virage nationaliste qui n'a pas eu lieu. Selon lui, le gouvernement devait mener une meilleure campagne contre cette propagande tout en se concentrant sur l'implantation des réformes structurelles permettant aux Abenomics d'être une réussite. Par rapport à la Constitution du Japon, il a expliqué que des amendements étaient nécessaires mais qu'il y avait d'autres problèmes bien plus importants à résoudre : « Je suis allé dans les régions dévastées du Tohoku chaque mois et la Constitution n'a jamais été mentionnée ne serait-ce qu'une seule fois comme un problème. »
Shinjiro Koizumi a vivement critiqué une décision du gouvernement de Shinzō Abe qui a mis fin à un supplément d'imposition sur les sociétés permettant de soutenir l'effort de reconstruction. Il s'est également opposé au redémarrage des centrales nucléaires à la suite de l'accident nucléaire de Fukushima. Pour lui, l'énergie nucléaire est insoutenable à long terme.
Ministre de l'Environnement, il réaffirme en 2019 la politique gouvernementale de soutien au charbon.
En 2020, il indique être favorable pour rendre payants les sacs plastiques dans les magasins.

## Popularité
Dès sa nomination en octobre 2013 au poste de Secrétaire parlementaire chargé de la reconstruction du Tohoku, Shinjiro Koizumi avait un taux de soutien de 75,6 %. Dans un sondage TBS effectué en décembre 2013, il arrivait en deuxième position, derrière Shinzo Abe, comme le candidat le plus populaire pour devenir premier ministre. Il s'est classé troisième dans un sondage du même genre effectué par Jiji Press en juin 2013, derrière Shinzō Abe et Shigeru Ishiba.
À la suite des élections législatives japonaises de 2012, la boutique souvenir du Bâtiment de la Diète nationale a commencé à vendre des « Shinji-Rolls » (進次ろうる) qui sont des gâteaux au thé vert aromatisé avec une marque à l'effigie de Shinjiro Koizumi. Les Shinji-Rolls sont devenus le deuxième produit le plus vendu de la boutique souvenir surpassant les souvenirs à l'effigie de Shigeru Ishiba et Tarō Asō. Seuls les manju avec une marque à l'effigie du premier ministre Shinzō Abe se sont mieux vendus.
Il fait la une des journaux en annonçant son mariage avec une personnalité télévisuelle et car il pourrait prendre un congé paternité après la naissance de leur enfant.

## Personnage
Il aime la lecture, le rakugo, le bunraku et de regarder des évènements sportifs. Son personnage historique préféré est John Fitzgerald Kennedy.